# Liste de jeux de casino
Cet article comprend une liste de jeux de casino.

## Jeux électroniques

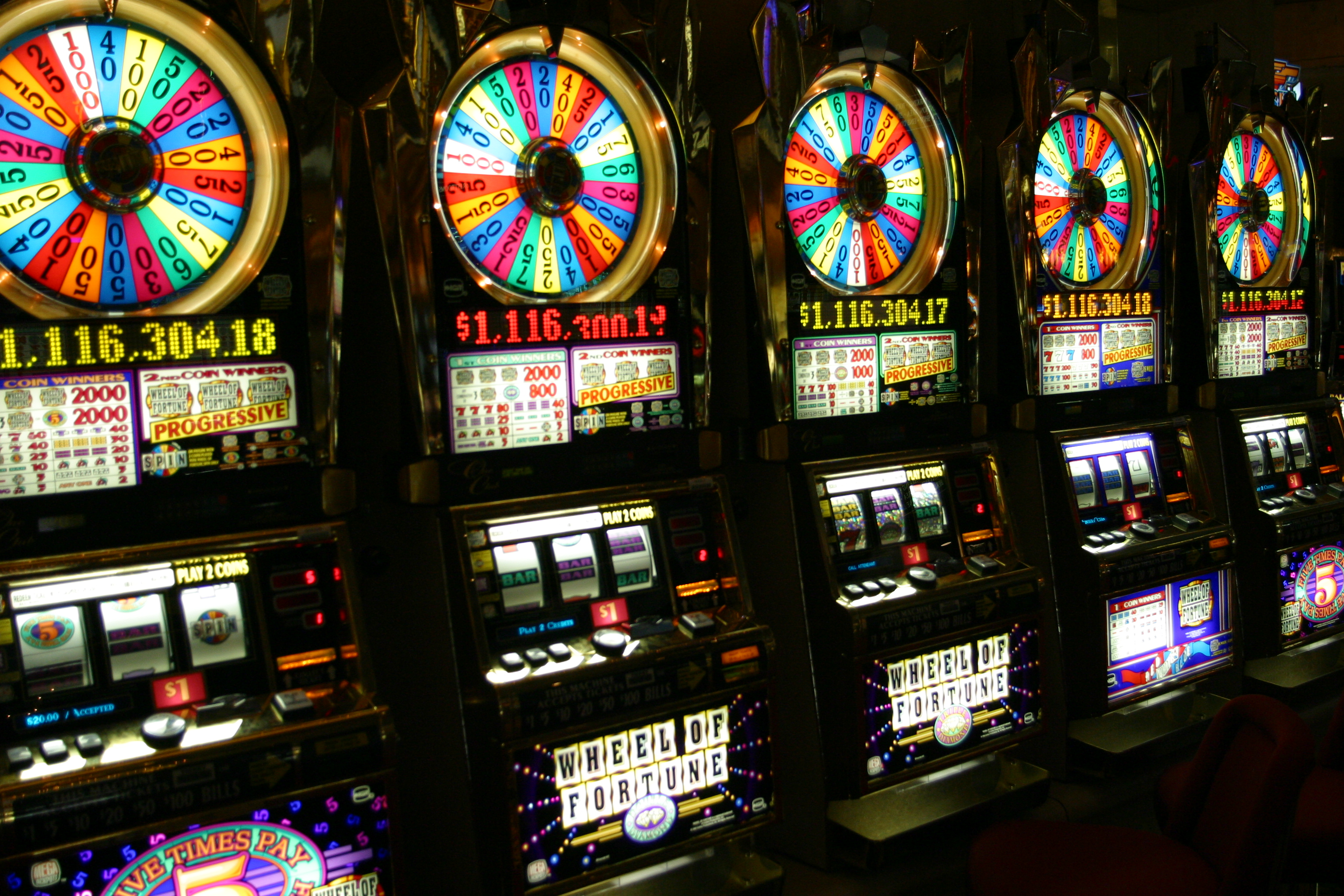
Machines à sous dans un casino de Las Vegas.

- Machines à sous (ou bandit manchot ou Jack-Pot) ;
- Vidéo poker ;
- Machine à sous en ligne.

## Jeux européens
- Roulette (anglaise, française ou européenne) ;
- Jeu de la boule ;
- Trente et quarante ;
- Keno

## Baccara
- Punto Banco ;
- La Banque à deux tableaux ou Banque à tout va  ;
- Chemin de fer.

## Jeux américains

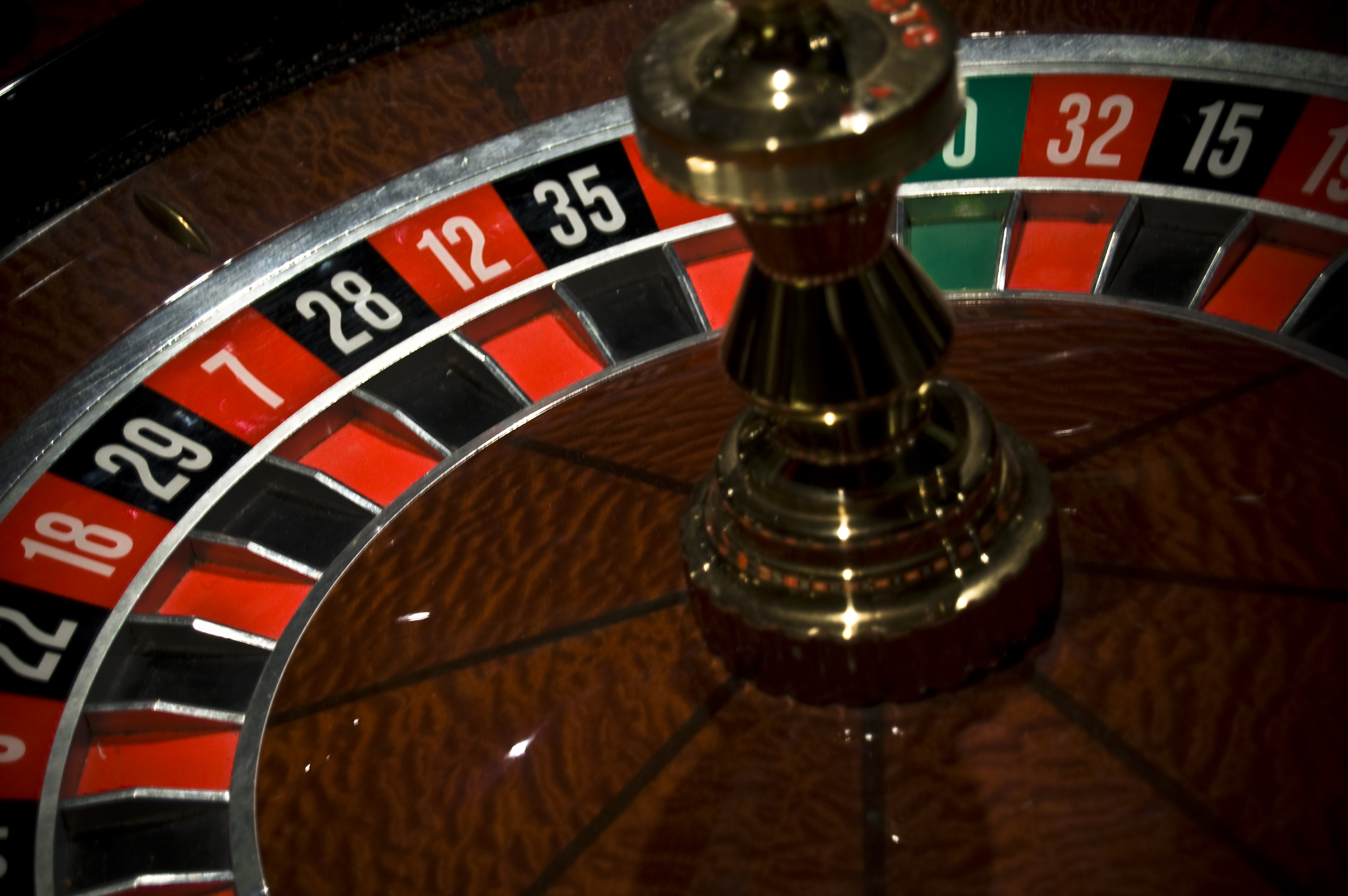
Roulette

- Roulette américaine ;
- Craps ;
- Black Jack ;
- Poker Texas Hold'em ;
- Poker Texas Hold'em No Limit ;
- Poker Texas Hold'em Ultimate ;
- Caribbean Stud Poker ;
- Three Cards Poker ;
- Stupid Poker ;
- Bingo ;
- Big Six Wheel ;
- Let it Ride ;
- Pai gow poker.